# Орден храма Розового Креста
Орден храма Розового Креста (англ. Order of the Temple of the Rosy Cross (OTRC)) был теософской братской организацией начала XX века. Он был основан в 1912 году лидерами Теософического общества, в том числе Анни Безант, Мари Русак и Джеймсом Ингалл Веджвудом.

## История
По словам Грегори Тиллетта, в Charles Webster Leadbeater 1854—1934, как Русак, так и Веджвуд были медиумами, которые якобы передавали сообщения от мастеров во время встреч в Храме. Дублером Русака в Храме была Леди Эмили Лютиенс английский представитель Ордена Звезды на Востоке и редактор своего журнала «Вестник звезды», который также находился в эзотерическом разделе общества и «представил богатых новообращенных», которые финансировали общество.
Согласно «Ваану», OTRC было посвящено «изучению мистерий, розенкрейцеров, каббалов, астрологии, масонства, символизма, христианских церемоний, мистических традиций и оккупантов Запада». И он добавил, что: «Сказать, что такая работа служит предварительным условием для восстановления пропавших Тайн Европы с упадком Рима».
София сообщила, что "Совет Ордена состоит из 12 братьев, глубоко интересующихся всем, что относится к торжественному оккультизму и архаическим мистериям, и что они надеются создать полезный инструмент под вдохновением Учителя Ракоци, чтобы воскресить Старый Тайны и подготовить приход Учителя Мира ". По-видимому, члены Храма использовали белые туники, и они следовали лозунгу Ora et Labora и встречались раз в две недели в «Ораторской» и «Лаборатории». В ораторском искусстве они излагали и обсуждали духовные и философские тексты. В лаборатории практиковалась интроспективная работа и ритуал. После распада Ордена Русак вошел в Античный мистический орден Розы и Креста (AMORC) и активно сотрудничал с Харви Спенсером Льюисом в создании ритуалов для AMORC в Калифорнии к середине 1910-х годов.
Чарлз Уэбстер Ледбитер не одобрял Храм, потому что он не основал и не контролировал его, а медиумы, кроме Безанта и Лидбитера, передавали сообщения от Учителей. Он утверждал, что ритуалы «производили» неблагоприятные силы «, поэтому» Лидбеатер «безуспешно пытались убедить» Лютиенса «, чтобы он реорганизовался по линиям, которые он предложил». В 1914 году Лидбитер передал «сообщение от Мастера, распорядившегося о его роспуске».
В 1915 году Лучи из «Розового креста» напечатали, что не может быть никакой связи между стипендией розенкрейцеров и OTRC или любым другим приказом Теософского общества, потому что «цель Теософского общества и их вспомогательных приказов диаметрально противоположна» Розенкрейцерскому стипендию, которые «поддерживали религию западной мудрости» и верят в «западные методы для западных людей». Стипендиат розенкрейцеров основал OTRC, руководители Теософического общества, как «указание на то, что они видели истинный свет Христа на Западе и готовились подражать» Мудрецам Востока, которые путешествовали на запад после Рождества Христова в Вифлеем; но были разочарованы тем, что мотив состоял в том, чтобы «обогатить, а не вытеснять его восточные аспекты». Орден был реанимирован в 2016 году старшим братом и теперь базируется в Италии .